# Канава (гірництво)
Кана́ва (англ. ditch, trench, нім. Graben, Rösche) — відкрита гірнича чи геологорозвідувальна виробка, що має невеликі порівняно з довжиною поперечні розміри.
Призначення канави:
- в геології — виявлення виходів гірських порід, опробування
- в гірничій справі — збір і відведення (підведення) поверхневої води.

Канави широко застосовують при розробці розсипів та родовищ торфу.
Канави бувають русловідвідні (для відведення русел невеликих річок і струмків), нагірні (для перехоплення води, що стікає по схилах), розрізні (для збору і відведення води у відкритих виробках), капітальні (для скидання води нижче рівня дільниці гірничих робіт), водовідвідні (запобігають надходженню води у виробки), водопідвідні (для водопостачання).
При фільтраційно-дренажному відтаванні мерзлих порід розрізняють канави фільтраційні та дренажні. Форма поперечного перетину канав в основному трапецієподібна. Форма укосів залежить від стійкості гірських порід. Розміри канав і схил дна визначають в залежності від кількості води, яка протікає. Наповнення канав, як правило, витримується на рівні 0,7—0,8 від їх об'єму.